# Alpine Skiweltmeisterschaften 2019/Teilnehmer
Für die 45. Alpine Skiweltmeisterschaften, die vom 5. bis 17. Februar 2019 in Åre (Schweden) ausgetragen wurden, waren 471 Athleten aus 76 Ländern nominiert.

## Athleten nach Ländern

### Albanien(ALB)
| Herren - Marsel Biçoku - Mathieu Kaço - Erjon Tola - Vasil Veriga | Damen - Suela Mëhilli |

### Andorra(AND)
| Herren - Axel Esteve - Marc Oliveras | Damen - Mireia Gutiérrez |

### Argentinien(ARG)
| Herren - Tomás Birkner de Miguel - Sebastiano Gastaldi - Cristian Javier Simari Birkner | Damen - Francesca Baruzzi Farriol - Nicol Gastaldi |

### Armenien(ARM)
| Herren - Arsen Ghasarjan - Harutjun Harutjunjan |

### Australien(AUS)
| Herren - Harry Laidlaw - Alec Scott | Damen - Greta Small |

### Belarus(BLR)
| Herren - Daniil Tschertin - Uladsislau Tschertin - Juryj Danilatschkin | Damen - Maryja Schkanawa |

### Belgien(BEL)
| Herren - Kai Alaerts - Sam Maes - Dries Van den Broecke - Tom Verbeke | Damen - Marjolein Decroix - Kim Vanreusel |

### Bolivien(BOL)
| Herren - Simon Breitfuss Kammerlander |

### Bosnien und Herzegowina(BIH)
| Herren - Strahinja Djokanović - Eman Emrić - Emir Lokmić - Marko Šljivić - Dino Terzić | Damen - Šejla Merdanović - Elvedina Muzaferija - Maja Tadić |

### Bulgarien(BUL)
| Herren - Albert Popow - Kamen Slatkow - Joan Todorow |

### Chile(CHI)
| Herren - Henrik von Appen - Sven von Appen |

### China(CHN)
| Herren - Cong Liang - Gao Qun - Wang Liwei - Wang Yu - Xu Mingfu - Yang Hao - Zhang Xiaosong - Zhang Yangming | Damen - Kong Fanying - Liu Yang - Ni Yueming - Zhang Yuying - Zhu Tianhui |

### Dänemark(DEN)
| Herren - Bastian Blaafalk - Casper Dyrbye Næsted - Christoffer Faarup - Marcus Vorre | Damen - Nuunu Chemnitz Berthelsen |

### Deutschland(GER)
| Herren - Klaus Brandner - Fritz Dopfer - Josef Ferstl - Sebastian Holzmann - David Ketterer - Stefan Luitz - Felix Neureuther - Alexander Schmid - Manuel Schmid - Dominik Schwaiger - Dominik Stehle - Linus Straßer - Anton Tremmel | Damen - Lena Dürr - Christina Geiger - Jessica Hilzinger - Veronique Hronek - Meike Pfister - Viktoria Rebensburg - Marlene Schmotz - Kira Weidle - Michaela Wenig |

### Estland(EST)
| Herren - Tormis Laine |

### Finnland(FIN)
| Herren - Jens Henttinen - Elian Lehto - Arttu Niemela - Joonas Rasanen - Andreas Romar - Samu Torsti | Damen - Riikka Honkanen - Nella Korpio - Erika Pykäläinen |

### Frankreich(FRA)
| Herren - Nils Allègre - Matthieu Bailet - Johan Clarey - Mathieu Faivre - Thomas Fanara - Blaise Giezendanner - Julien Lizeroux - Thomas Mermillod Blondin - Victor Muffat-Jeandet - Clément Noël - Alexis Pinturault - Nicolas Raffort - Brice Roger - Adrien Théaux | Damen - Anne-Sophie Barthet - Clara Direz - Doriane Escané - Joséphine Forni - Coralie Frasse Sombet - Laura Gauché - Tiffany Gauthier - Romane Miradoli - Nastasia Noens - Tessa Worley |

### Georgien(GEO)
| Herren - Iason Abramaschwili - Aleksi Benianidse - Bessarion Dschaparidse - Sosso Dschaparidse | Damen - Nino Ziklauri |

### Ghana(GHA)
| Herren - Carlos Mäder |

### Griechenland(GRE)
| Herren - Ioannis Antoniou - Athanasios Katsanis - Filippos Kozaris - Vasileios Mantsios - Nikolaos Tziovas - Emmanouil Zografos-Manos | Damen - Silouani Kostits Pasiali - Aristi Kyritsi - Anastasia Mantsiou - Sophia Ralli |

### Haiti(HAI)
| Herren - Jean-Pierre Roy | Damen - Céline Marti |

### Indien(IND)
| Herren - Arif Khan |

### Iran(IRI)
| Herren - Seyedmorteza Jafari - Behnam Kia Shemshaki - Mohammad Kiyadarbandsari - Porya Saveh Shemshaki - Poya Saveh Shemshaki - Mohammad Savehshemshaki | Damen - Forough Abbasi - Atefeh Ahmadi - Marjan Kalhor - Mitra Kalhor - Sadaf Savehshemshaki |

### Irland(IRL)
| Herren - Cormac Comerford - Kieran Norris | Damen - Tess Arbez |

### Island(ISL)
| Herren - Kristinn Logi Auðunsson - Gisli Rafn Guðmundsson - Sigurður Hauksson - Sturla Snær Snorrason | Damen - Andrea Björk Birkisdóttir - Freydís Halla Einarsdóttir - Maria Finnbogadóttir - Hólmfríður Dóra Friðgeirsdóttir |

### Israel(ISR)
| Herren - Itamar Biran - Benjamin Szollos |

### Italien(ITA)
| Herren - Luca De Aliprandini - Mattia Casse - Stefano Gross - Christof Innerhofer - Matteo Marsaglia - Simon Maurberger - Manfred Mölgg - Dominik Paris - Giuliano Razzoli - Riccardo Tonetti - Alex Vinatzer | Damen - Marta Bassino - Federica Brignone - Chiara Costazza - Irene Curtoni - Nicol Delago - Lara Della Mea - Nadia Fanchini - Sofia Goggia - Francesca Marsaglia - Martina Peterlini |

### Japan(JPN)
| Herren - Tomoya Ishii - Naoki Yuasa | Damen - Asa Andō - Sakurako Mukogawa |

### Jordanien(JOR)
| Herren - Suhail Azzam |

### Kanada(CAN)
| Herren - Dustin Cook - James Crawford - Simon Fournier - Trevor Philp - Erik Read - Jeffrey Read - Brodie Seger - Benjamin Thomsen | Damen - Marie-Michèle Gagnon - Valérie Grenier - Erin Mielzynski - Roni Remme - Amelia Smart - Laurence St-Germain - Mikaela Tommy |

### Kasachstan(KAZ)
| Herren - Sergei Danow - Sachar Kutschin | Damen - Marija Grigorowa |

### Kirgisistan(KGZ)
| Herren - Maxim Gordejew - Alim Ibragimow - Anton Puschkarnych - Jewgeni Timofejew |

### Kolumbien(COL)
| Herren - Michael Poettoz |

### Kosovo(KOS)
| Herren - Arbi Pupovci - Faton Shurdhaj - Albin Tahiri | Damen - Adea Kollqaku - Fiona Rusta |

### Kroatien(CRO)
| Herren - Elias Kolega - Samuel Kolega - Leon Nikić - Istok Rodeš - Matej Vidović - Natko Zrnčić-Dim - Filip Zubčić | Damen - Andrea Komšić |

### Lettland(LAT)
| Herren - Žaks Gedra - Daniels Loss - Elvis Opmanis - Miks Zvejnieks | Damen - Agnese Āboltiņa - Liene Bondare - Evelīna Gasūna - Lelde Gasūna |

### Libanon(LBN)
| Herren - Cesar Arnouk - Naim Fenianos - Cyril Kayrouz - Georges Samaha | Damen - Jackie Chamoun - Carlie Maria Iskandar - Manon Ouaiss - Sara Zeidan |

### Liechtenstein(LIE)
| Herren - Ian Gut - Marco Pfiffner | Damen - Tina Weirather |

### Litauen(LTU)
| Herren - Vilius Aleksandravičius - Andrej Drukarov | Damen - Ieva Januškevičiūtė |

### Luxemburg(LUX)
| Herren - Max Castermans - Matthieu Osch |

### Madagaskar(MAD)
| Herren - Andy Randriamiarisoa | Damen - Mialitiana Clerc |

### Malta(MLT)
|  | Damen - Élise Pellegrin |

### Marokko(MAR)
| Herren - Yassine Aouich - Mehdi Id Yahya |

### Mazedonien(MKD)
| Herren - Luka Božinovski - Dardan Dehari - Viktor Petkov - Antonio Ristevski |

### Mexiko(MEX)
| Herren - Rodolfo Dickson - Hubertus von Hohenlohe | Damen - Sarah Schleper de Gaxiola |

### Monaco(MON)
| Herren - Arnaud Alessandria | Damen - Alexandra Coletti |

### Montenegro(MNE)
| Herren - Bojan Kosić - Eldar Salihović |

### Nepal(NEP)
| Herren - Saphal Ram Shrestha |

### Neuseeland(NZL)
| Herren - Adam Barwood - Willis Feasey | Damen - Eliza Grigg - Piera Hudson - Alice Robinson |

### Niederlande(NED)
| Herren - Maarten Meiners - Max van Rossum | Damen - Adriana Jelinkova |

### Norwegen(NOR)
| Herren - Lucas Braathen - Sebastian Foss Solevåg - Kjetil Jansrud - Aleksander Aamodt Kilde - Henrik Kristoffersen - Leif Kristian Nestvold-Haugen - Bjørnar Neteland - Jonathan Nordbotten - Stian Saugestad - Adrian Smiseth Sejersted - Fabian Wilkens Solheim - Aksel Lund Svindal - Rasmus Windingstad | Damen - Kristine Gjelsten Haugen - Mina Fürst Holtmann - Kajsa Vickhoff Lie - Kristin Lysdahl - Ragnhild Mowinckel - Maren Skjøld - Thea Louise Stjernesund |

### Österreich(AUT)
| Herren - Romed Baumann - Stefan Brennsteiner - Daniel Danklmaier - Manuel Feller - Christian Hirschbühl - Marcel Hirscher - Vincent Kriechmayr - Roland Leitinger - Michael Matt - Matthias Mayer - Hannes Reichelt - Marco Schwarz - Otmar Striedinger - Christian Walder | Damen - Christina Ager - Franziska Gritsch - Ricarda Haaser - Katharina Huber - Katharina Liensberger - Chiara Mair - Bernadette Schild - Nicole Schmidhofer - Ramona Siebenhofer - Tamara Tippler - Katharina Truppe - Stephanie Venier |

### Osttimor(TLS)
| Herren - Yohan Goutt Goncalves |

### Peru(PER)
|  | Damen - Ornella Oettl Reyes |

### Polen(POL)
|  | Damen - Maryna Gąsienica-Daniel |

### Portugal(POR)
| Herren - Samuel Almeida - Ricardo Brancal | Damen - Vanina Guerillot |

### Rumänien(ROU)
| Herren - Ioan Valeriu Achiriloaie - Alexandru Barbu | Damen - Ania Caill |

### Russland(RUS)
| Herren - Alexander Andrijenko - Alexander Choroschilow - Iwan Kusnezow - Pawel Trichitschew | Damen - Xenija Alopina - Anastasija Gornostajewa - Julija Pleschkowa - Alexandra Prokopjewa - Jekaterina Tkatschenko |

### Schweden(SWE)
| Herren - Mattias Hargin - Kristoffer Jakobsen - Carl Jonsson - Alexander Köll - Axel Lindqvist - Felix Monsén - Zack Monsén - André Myhrer - Matts Olsson - Filip Platter - Mattias Rönngren - Olle Sundin | Damen - Estelle Alphand - Ida Dannewitz - Magdalena Fjällström - Frida Hansdotter - Sara Hector - Lisa Hörnblad - Lin Ivarsson - Helena Rapaport - Charlotta Säfvenberg - Ylva Stålnacke - Anna Swenn-Larsson - Emelie Wikström |

### Schweiz(SUI)
| Herren - Luca Aerni - Gino Caviezel - Mauro Caviezel - Beat Feuz - Niels Hintermann - Carlo Janka - Loïc Meillard - Tanguy Nef - Marco Odermatt - Gilles Roulin - Sandro Simonet - Thomas Tumler - Daniel Yule - Ramon Zenhäusern | Damen - Charlotte Chable - Aline Danioth - Andrea Ellenberger - Jasmine Flury - Lara Gut-Behrami - Joana Hählen - Wendy Holdener - Elena Stoffel - Corinne Suter - Simone Wild |

### Serbien(SRB)
| Herren - Rastko Blagojević - Mihajlo Djordjević - Mateja Minić - Strahinja Stanisić - Marko Vukićević - Veselin Zlatković | Damen - Victoria Boljesić - Nevena Ignjatović - Petra Veljković |

### Slowakei(SVK)
| Herren - Martin Bendík - Matej Falat - Martin Hyška - Matej Prieložný - Adam Žampa - Andreas Žampa | Damen - Petra Hromcová - Soňa Moravčíková - Petra Vlhová |

### Slowenien(SLO)
| Herren - Martin Čater - Štefan Hadalin - Miha Hrobat - Boštjan Kline - Klemen Kosi - Žan Kranjec - Tijan Marovt - Jakob Špik | Damen - Ana Bucik - Neja Dvornik - Maruša Ferk - Meta Hrovat - Tina Robnik - Ilka Štuhec |

### Spanien(ESP)
| Herren - Juan Del Campo - Adur Etxezarreta - Alejandro Puente Tasias - Joaquim Salarich | Damen - Núria Pau |

### Südafrika(RSA)
| Herren - Connor Wilson |

### Südkorea(KOR)
| Herren - Jung Dong-hyun |

### Chinesisch Taipeh(TPE)
| Herren - Ho Ping-jui |

### Tonga(TGA)
| Herren - Kasete-Naufahu Skeen |

### Tschechien(CZE)
| Herren - Ondřej Berndt - Tomáš Klinský - Kryštof Krýzl - Daniel Paulus - Michał Staszowski - Jan Zabystřan | Damen - Gabriela Capová - Martina Dubovská - Ester Ledecká - Kateřina Pauláthová |

### Ukraine(UKR)
| Herren - Iwan Kowbasnjuk - Andrij Marijtschyn - Lewko Zibelenko | Damen - Olha Knysch - Anastassija Schepilenko |

### Ungarn(HUN)
| Herren - Balázs Hegyi - Mátyás Maróty - Bence Nagy | Damen - Katalin Dorultán - Mariann Mimi Maróty |

### Usbekistan(UZB)
| Herren - Komiljon Toʻxtayev |

### Vereinigte Staaten(USA)
| Herren - Bryce Bennett - Ryan Cochran-Siegle - Tommy Ford - Travis Ganong - Ted Ligety - Brian McLaughlin - Steven Nyman | Damen - Alice Merryweather - Paula Moltzan - Nina O’Brien - Laurenne Ross - Mikaela Shiffrin - Lindsey Vonn |

### Vereinigtes Königreich(GBR)
| Herren - Jack Gower - Billy Major - Charlie Raposo - Dave Ryding - Laurie Taylor - Zak Vinter | Damen - Jessica Anderson - Charlie Guest - Alex Tilley |

### Zypern(CYP)
| Herren - Andreas Epiphaniou - Giorgos Kakkouras - Giannos Kougioumtzian | Damen - Andriani Pieri |